# Серце на долоні
«Серце на долоні» (польськ. Serce na dłoni) — польсько-український ігровий фільм режисера Кшиштофа Зануссі. Зйомки фільму проходили з 4 березня по 9 квітня 2008 року.

## Опис
Розбещений хорошим життям бізнесмен дізнається, що слабує на серце. Він може вижити лише негайно знайшовши донора. У лікарні він випадково знайомиться з молодиком, який втратив роботу і бажання жити. Схильний до самогубства хлопець видається ідеальним донором. Лише б знайти спосіб допомогти йому піти.
Новий фільм Кшиштофа Зануссі. У головній ролі — Богдан Ступка, який отримав приз за найкращу чоловічу роль на 3-му Римському міжнародному фестивалі.

## Актори
- Богдан Ступка − Костянтин
- Марек Куделко − Стефан
- Марта Жмуда-Тшебятовська − Малгожата
- Борис Шиць – адвокат
- Мацей Закосьцельний − секретар
- Станіслава Целінська − колишня дружина
- Агнешка Дигант − психіатр
- Шимон Бобровський − Анджело
- Кшиштоф Ковалевський − хірург
- Дорота Рабчевська – співачка
- Ніна Андрич – мати Костянтина
- Магдалена Гнатовська − бездомна
- Якуб Котинський − банкір

## Дубляж
Українською мовою не було дубльовано. Дубльовано тільки російською мовою студією «Так Треба Продакшн» у 2013 році.
Ролі дублювали: Владислав Пупков, Віталій Дорошенко, Анатолій Пашнін, Євген Пашин, Станіслав Москвін, Юрій Гребельник, Сергій Ладесов, Володимир та Дмитро Терещуки, Роман Чупіс, Дмитро Гаврилов, Олена Бліннікова, Тетяна Морозова, Катерина Буцька.